# Simon Mózes
Simon Mózes (Munkács, 1890. november 17. – Budapest, 1957. január 25.) ügyvéd, pártmunkás.

## Élete
Simon Lébi és Berger Róza fia. A kommün kikiáltásakor a beregszászi direktórium tagja volt, majd a kaposvári 44. vörös dandár politikai biztosa volt. A tanácsköztársaság bukása után letartóztatták, ám a Margit körúti fegyházból megszökött, és Bécsbe menekült, ahonnan pártutasításra tért vissza Beregszászba, ahol egészen 1939 tavaszáig az SZKP illegális összekötője volt. Kárpátalja visszatérésekor előbb az Egyesült Királyságba, majd 1942-ben az Amerikai Egyesült Államokba emigrált, ahol az Amerikai Magyar Demokratikus Tanács főtitkáraként működött, illetve belépett az amerikai kommunista pártba is. A Magyar Jövő c. lap redakciójában is dolgozott, majd a második világháború után, 1947-ben visszatért Magyarországra, ahol 1949-ben letartóztatták, majd koholt vádak alapján elítélték, s négy évet ült börtönben. Már betegen szabadult, ám még megérte rehabilitációját 1956-ban. A rákövetkező évben hunyt el Budapesten.